# جان دي هارتوغ
جان دي هارتوغ (بالهولندية: Jan de Hartog)‏‏ (22 أبريل 1914 في هارلم - 22 سبتمبر 2002 في هيوستن) كاتب، وكاتب مسرحي، وكاتب سيناريو، وروائي من مملكة هولندا.

## روابط خارجية
- جان دي هارتوغ على موقع IMDb (الإنجليزية)
- جان دي هارتوغ على موقع الموسوعة البريطانية (الإنجليزية)
- جان دي هارتوغ على موقع مونزينجر (الألمانية)
- جان دي هارتوغ على موقع أول موفي (الإنجليزية)
- جان دي هارتوغ على موقع قاعدة بيانات برودواي على الإنترنت (الإنجليزية)
- جان دي هارتوغ على موقع قاعدة بيانات الأفلام السويدية (السويدية)
- جان دي هارتوغ على موقع إن إن دي بي (الإنجليزية)
- جان دي هارتوغ على موقع ديسكوغز (الإنجليزية)
- جان دي هارتوغ على موقع قاعدة بيانات الفيلم (الإنجليزية)
- جان دي هارتوغ على موقع كينوبويسك (الروسية)